# Горбис, Зиновий Рафаилович
Зиновий Рафаилович Горбис (род. 17 февраля (3 марта) 1926) — советский и американский учёный в области теплофизики и гидромеханики. Доктор технических наук (1963), профессор (1963).

## Биография
Родился 17 февраля (по старому стилю) 1926 года в семье провизора.
Работал доцентом, затем профессором на кафедре теплофизики в Одесском институте пищевой промышленности (Мукомольном институте имени М. В. Ломоносова), в результате создания в 1963 году теплофизического факультета был назначен первым заведующим кафедры атомных энергетических установок. В 1969 году в ходе реорганизации вузов теплофизический факультет вместе с кафедрой энергетических установок был переведён в Одесский технологический институт холодильной промышленности, где З. Р. Горбис стал заведующим новой кафедры тепломассообмена и оставался в этой должности до 1976 года.
Диссертацию кандидата технических наук по теме «Теоретическое и экспериментальное исследование процессов в теплообменниках с движущейся насадкой» защитил в Институте теплоэнергетики АН УССР в 1954 году под руководством Д. П. Гохштейна; диссертацию доктора технических наук по теме «Исследование конвективного теплообмена сквозных дисперсных потоков» — в 1963 году.
В 1976 году был уволен с занимаемой должности в связи с эмиграцией сына. В следующем году переехал в Вильнюс, работал наладчиком по лифтам. После подачи документов на выезд из СССР находился в отказе до 1987 года, когда переехал с семьёй в США. Поселился в Лос-Анджелесе. Занимался научной работой и преподавал на отделении механической, аэровоздушной и ядерной инженерии Калифорнийского университета в Лос-Анджелесе.
Основные научные труды посвящены изучению закономерностей пульсационного движения твёрдых частиц в турбулентном потоке, гидромеханике и теплообмену дисперсных сквозных потоков, механическим свойствам аэрозолей. Разработал метод для расчёта течения многофазного потока с любой концентрацией и степенью дисперсности при различных агрегатных состояниях фаз. Автор изобретений. Известна «термопара Горбиса» для имерения температуры твёрдого тела.
Среди учеников З. Р. Горбиса доктора технических наук В. А. Календарьян, Г. Ф. Смирнов.
Сын — Борис Горбис (род. 1950), выпускник филологического факультета Одесского университета, адвокат, автор научных трудов по структурной лингвистике.

## Монографии
- З. Р. Горбис. Теплообмен дисперсных сквозных потоков. М.—Л.: Энергия, 1964. — 296 с.
- З. Р. Горбис. Теплообмен и гидромеханика дисперсных сквозных потоков. М.: Энергия, 1970. — 423 с.
- З. Р. Горбис, В. А. Календерьян. Теплообменники с проточными дисперсными теплоносителями. М.: Энергия, 1975. — 295 с.
- Z. R. Gorbis, F. E. Spokoyny. Momentum and Heat Transfer in Turbulent Gas-Solid Flows. Данбери: Begell House, 1995. — 372 p.